# Yavne
Yavne (em hebraico:  יַבְנֶה; em árabe: ياڨني ou يبنة, Yibnah; em latim: Iamnia) é uma cidade de Israel, no distrito Central, com 32 200 habitantes.
Era conhecida como Iamnia ou Jamnia durante o período romano,e Ibelin durante o período das cruzadas. 